# Rosa Genoni
Rosa Angela Caterina Genoni (Tirano, Llombardia, 16 de juny de 1867 – Varese, 12 d'agost de 1954) va ser una modista, dissenyadora de moda, mestra, feminista, pacifista, socialista i defensora dels drets dels treballadors italiana. Va tenir una carrera de disseny de moda reeixida, amb dissenys innovadors, com el seu vestit Tanagra. Ella fou la pionera en el Made in Italy, el disseny de la moda italiana, i ho va fer a base de feina i d'activisme social, aprenentatge i organització d'exposicions, amb docència i feminisme, amb el treball en cooperatives de dones obreres i les idees socialistes i pacifistes que guiaven la seva acció.
Rosa Genoni va ser la delegada italiana al Congrés Internacional de Dones a La Haia, als Països Baixos, del 28 d'abril al 10 de maig de 1915. Però els seus esforços d'activisme juntament amb el seu desig de fer d'Itàlia líder de la moda es van veure frustrats amb la irrupció del feixisme.

## Biografia

### Primers anys
Rosa Genoni era la més gran de 19 germans, dels quals van sobreviure 12. El seu pare, Luigi, era sabater i la seva mare, Anna Margherita Pini, modista. Amb deu anys, havent cursat fins a tercer de primària, es va traslladar a Milà per treballar en un taller de costura d'una tieta seva. Als divuit anys es va qualificar com a mestra modista i va continuar estudiant, en classes nocturnes, per obtenir el títol de primària i aprendre francès. Durant aquest temps va començar a associar-se amb els cercles socialistes de Milà. Va ser una gran defensora de l'emancipació de les dones i del seu dret a accedir a l'educació.

### Estada a París
Entre 1884 i 1885, Genoni va ser enviada a París com a delegada del Partit dels Treballadors Italià, el predecessor del Partit Socialista Italià, única dona que hi va assistir. Genoni s'hi va quedar durant tres anys i va trobar feina en una petit taller italià de confecció. Allà es va submergir en el món de la moda, perfeccionant les seves tècniques de sastreria i brodat, passant a treballar en cases de moda consolidades i aprenent-hi els mètodes de producció i el procés creatiu en la indústria de la moda.

### Retorn a Milà
En tornar a Milà, decidida a desenvolupar una sensibilitat «made in Italy» i donar a conèixer la producció creativa del seu país, va començar a treballar com a modista en una botiga a la Galeria Vittorio Emanuele II, i també va obrir un petit taller propi a la Via Pasquirolo. En el seu activisme incansable, va defensar les reivindicacions salarials de les dones i va participar en les protestes contra l'explotació del treball femení. Mentre era activa en aquestes causes, va conèixer altres dones implicades en moviments socialistes i feministes. La periodista Anna Maria Mozzoni va convidar Genoni a participar al Congrés Internacional Socialista-Laborista a Zuric. Genoni també va estar activa amb altres dones als primers dies de la Lega femminile, que agrupava modistes i barretaires. Aquesta organització va ser una important defensora de la vinculació del treball de les dones en la indústria i la producció de la confecció, amb el context més ampli del moviment de les dones cap a l'emancipació, el dret a l'educació i la igualtat. En una de les protestes de la modista, Genoni es va trobar amb la líder feminista i socialista Anna Kuliscioff, que esdevindria clienta i amiga lleial.
A partir de la dècada de 1880, Genoni es va implicar cada cop més en el moviment feminista, primer amb l'esquerra radical d'Abigaille Zanetta, i després amb les idees més moderades i reformistes d'Anna Kulishoff. Seguint els fils paral·lels de l'activisme i la moda en la seva vida, va ser contractada l'any 1895 per la Maison H. Haardt et Fils, en aquella època una important casa de moda milanesa amb oficines a Sanremo, Lucerna i Sankt Moritz. Genoni va ser ascendida el 1903, el mateix any que va néixer la seva filla Fanny de la relació amb el seu company, l'advocat Alfredo Podreider, a qui havia conegut quan formava part del cercle de Pietro Gori.
El 1905, Genoni va afegir l'ensenyament d'història del vestit a l'Escola Professional de Dones de la Società Umanitaria de Milà a la feina que ja tenia a la Maison H. Haardt et Fils i al seu compromís amb l'activisme per la pau i els drets de les dones. En aquest sentit, va ser impulsora de la història del vestuari i va escriure manuals per facilitar l'estudi al seu alumnat. També va dirigir el departament de confecció de la Società Umanitaria, feina que va ocupar fins al 1925, moment en què es va negar a prestar un jurament de lleialtat al feixisme.

## Exposició Universal de Milà (1906)

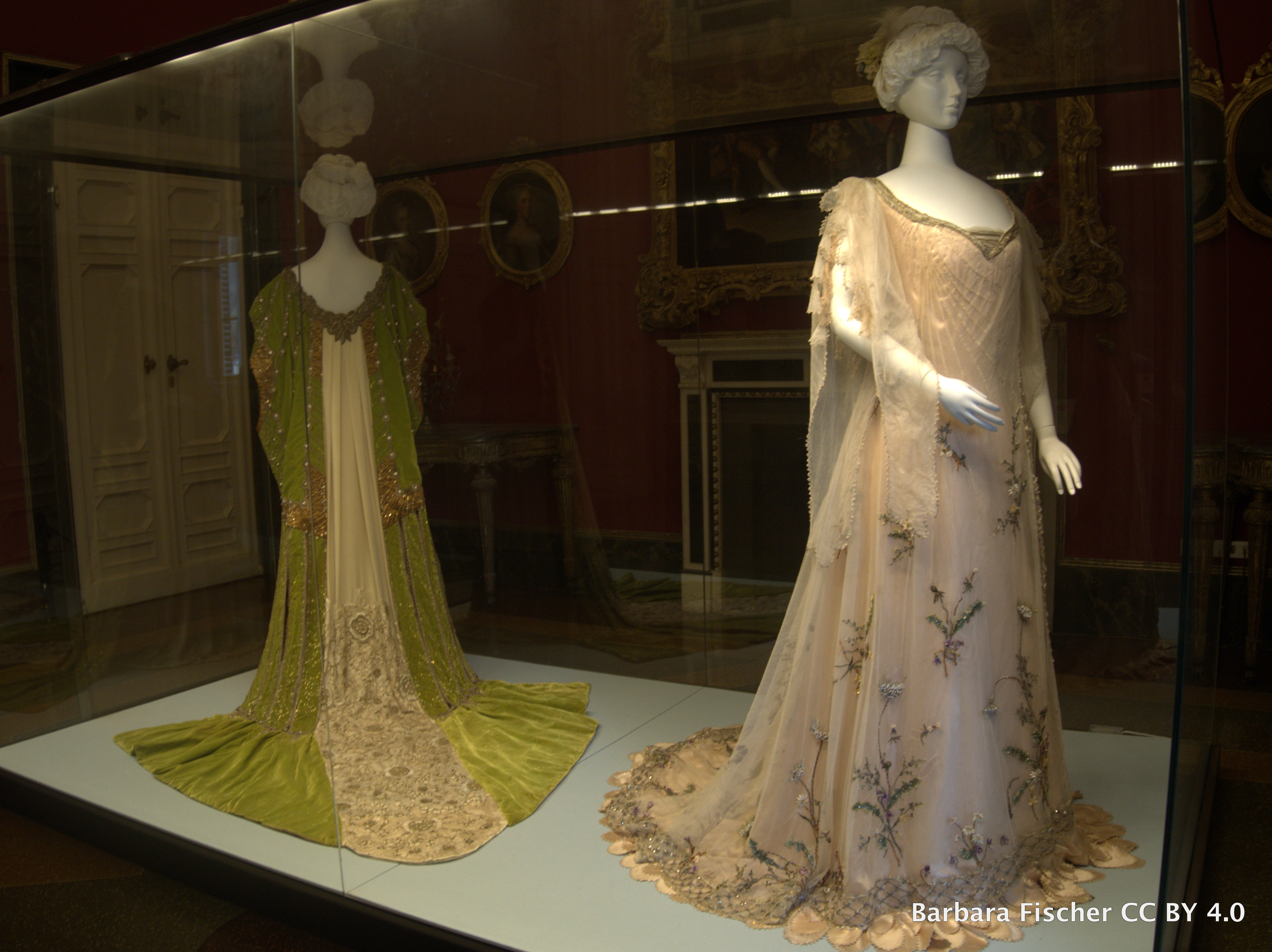
Vestit de nit realitzat per Rosa Genoni inspirat en lAl·legoria de la Primavera de Botticelli, per a l'Expo de Milà de 1906

En el moment de l'Exposició de Milà de 1906, Genoni encara treballava a la filial milanesa de Maison Haardt et Fils, reproduint principalment models parisencs. Quan va proposar de participar-hi, el seu cap va respondre que era impossible perquè eren coneguts per copiar les modes parisenques. Tot i això, va afegir que podia exposar-hi a títol personal, cosa que va fer. Hi va presentar una col·lecció de vuit vestits inspirats en la pintura italiana del Renaixement.

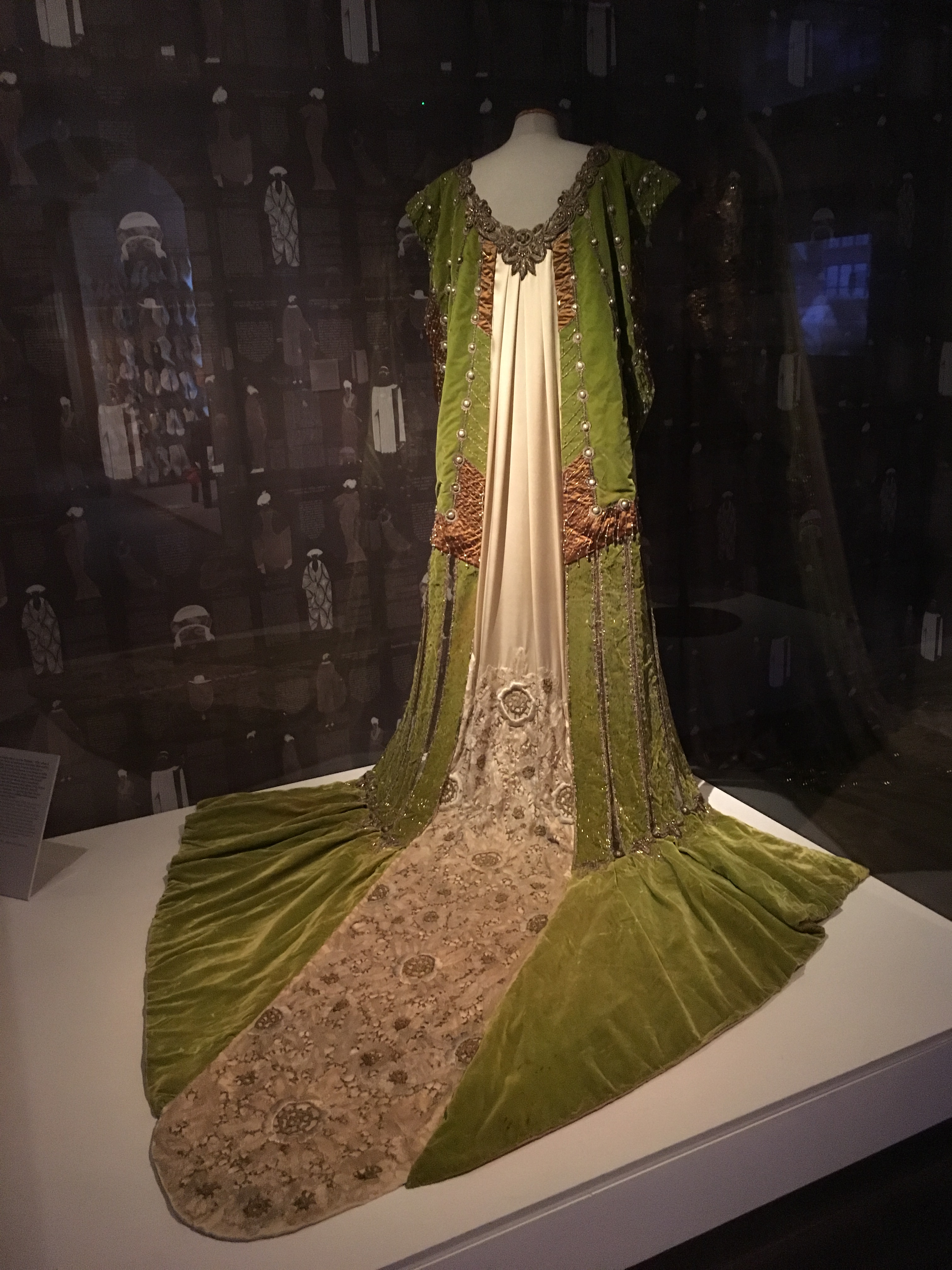
Capa de cort de vellut de seda, inspirada en una aquarel·la de Pisanello, per a l'Expo de Milà, 1906

Genoni va acabar preparant dissenys dues vegades per a l'Expo, perquè després que esclatés un incendi al recinte de la fira, que va devastar l'edifici que albergava les seves creacions, entre d'altres, Genoni va haver de lluitar per completar nous vestits en molt poc temps. Finalment, va aconseguir el reconeixement pel seu talent com a dissenyadora de vestits «made in Italy» que anhelava: va rebre el Gran Premi Internacional del Jurat per dues de les creacions presentades i el jurat la va qualificar d'artista.
Rosa Genoni va documentar la seva participació a l'Expo en un llibret, Al visitatore (Al visitant, 1906). Hi exposava la seva intenció de crear una moda i un estil italià de producció pròpia com a part integral del renaixement de les arts a Itàlia en aquell moment i una contribució a la construcció d'una identitat nacional.

## La moda Genoni
La inspiració de Rosa Genoni prové de tres períodes diferenciats: el primer Renaixement, l'antiguitat grecoromana i clàssica i la modernitat. Per a la roba de nit es va inspirar en els pintors renaixentistes Sandro Botticelli i Pisanello. Va incorporar el drapejat, el prisat, el cenyit i la fixació, augmentant per a qui el portava la capacitat de transformar el seu vestit. El vestit de Tanagra es va inspirar en el drapejat de les figuretes de terracota trobades a la ciutat de Tanagra, a Beòcia. El tercer període, inspirat en l'energia moderna, exemplificada en el transport i la mobilitat, va donar lloc a una col·lecció de roba casual, que incloïa vestits adequats per als viatges aeris.

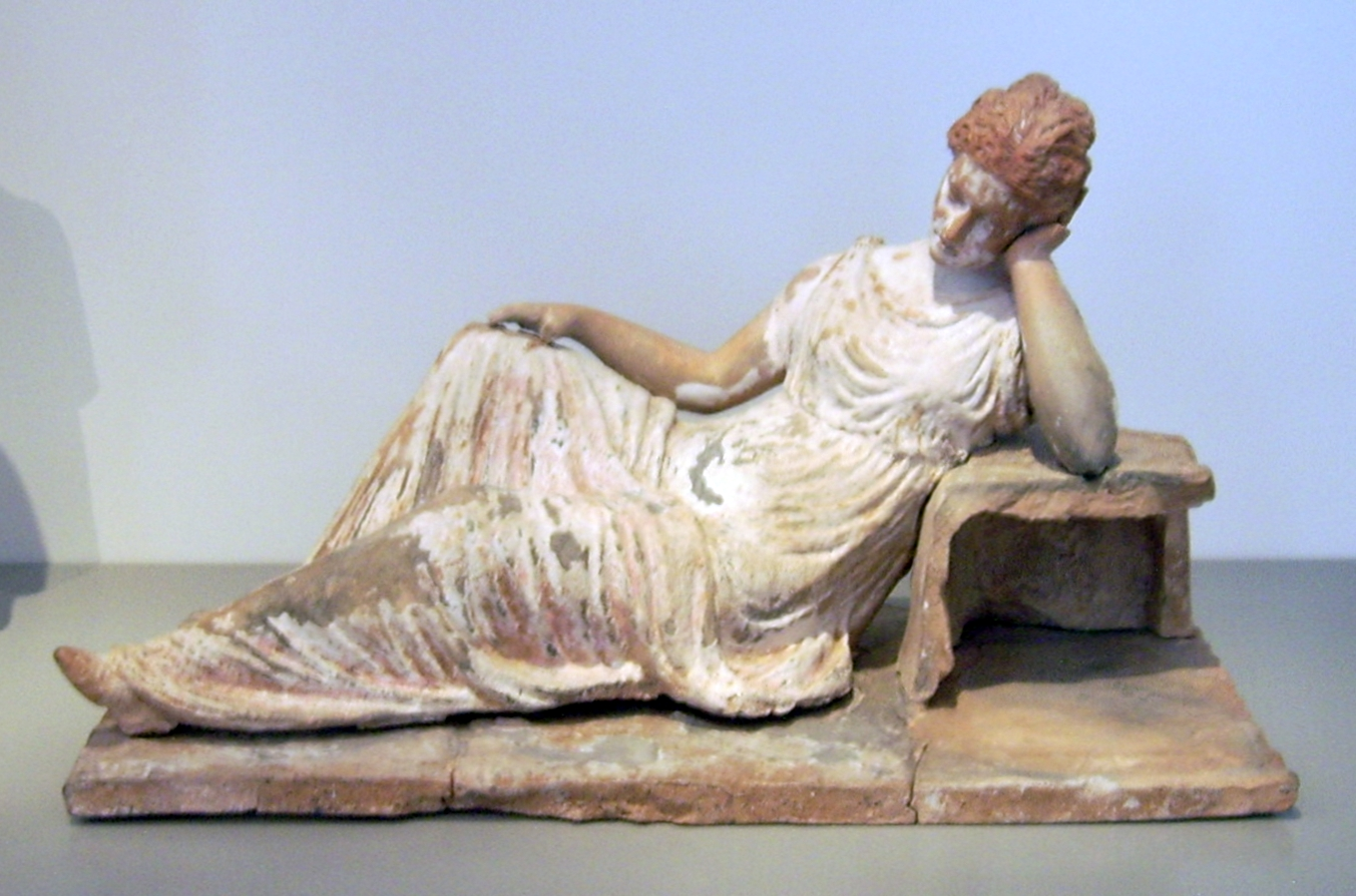
Figuretes trobades a Tanagra, que van inspirar el vestit del mateix nom

Genoni es presentà al 1908 al Primer Congrés Nacional de Dones Italianes amb un vestit negre de creació pròpia inspirat en les estatuetes de fang amb vestits drapejats, trobades al segle XIX, que ella havia observat en una visita al Museu del Louvre. Era una mena de vestit que conferia llibertat de moviments a qui el portava, lluny dels obstacles i les cotilles, i que implicava, doncs, tota una actitud política. Portant aquest vestit va pronunciar un discurs sobre el renaixement de l'artesania femenina com a força econòmica i social.

## Activisme
Com s'ha assenyalat, Rosa Genoni va treballar activament per cridar l'atenció sobre la difícil situació dels treballadors, la manca d'igualtat de drets entre homes i dones i els esforços contra la guerra i el manteniment de la pau.

Les diferents associacions i grups de dones d'arreu d'Itàlia, s'havien agrupat com un consell, el Consiglio Nazionale delle Donne Italiane (CNDI), fundat el 1904. El CNDI era la branca italiana del Consell Internacional de Dones fundat a Washington el 1888. L'abril de 1908 va tenir lloc a Roma el primer Congrés Nacional de Dones Italianes, la primera reunió nacional oficial del CNDI. El Congrés romà, que va ser el primer fòrum públic i nacional a Itàlia del moviment feminista de dones, va durar una setmana, i es va organitzar al voltant de sis temes: 1) Educació i Instrucció; 2) Assistència i prevenció; 3) Condició moral i jurídica de la dona; 4) Higiene; 5) Art i literatura femenina; 6) Emigració. Rosa Genoni va ser una de les ponents oficials de la cinquena secció i va pronunciar un discurs titulat «L'art de vestir».

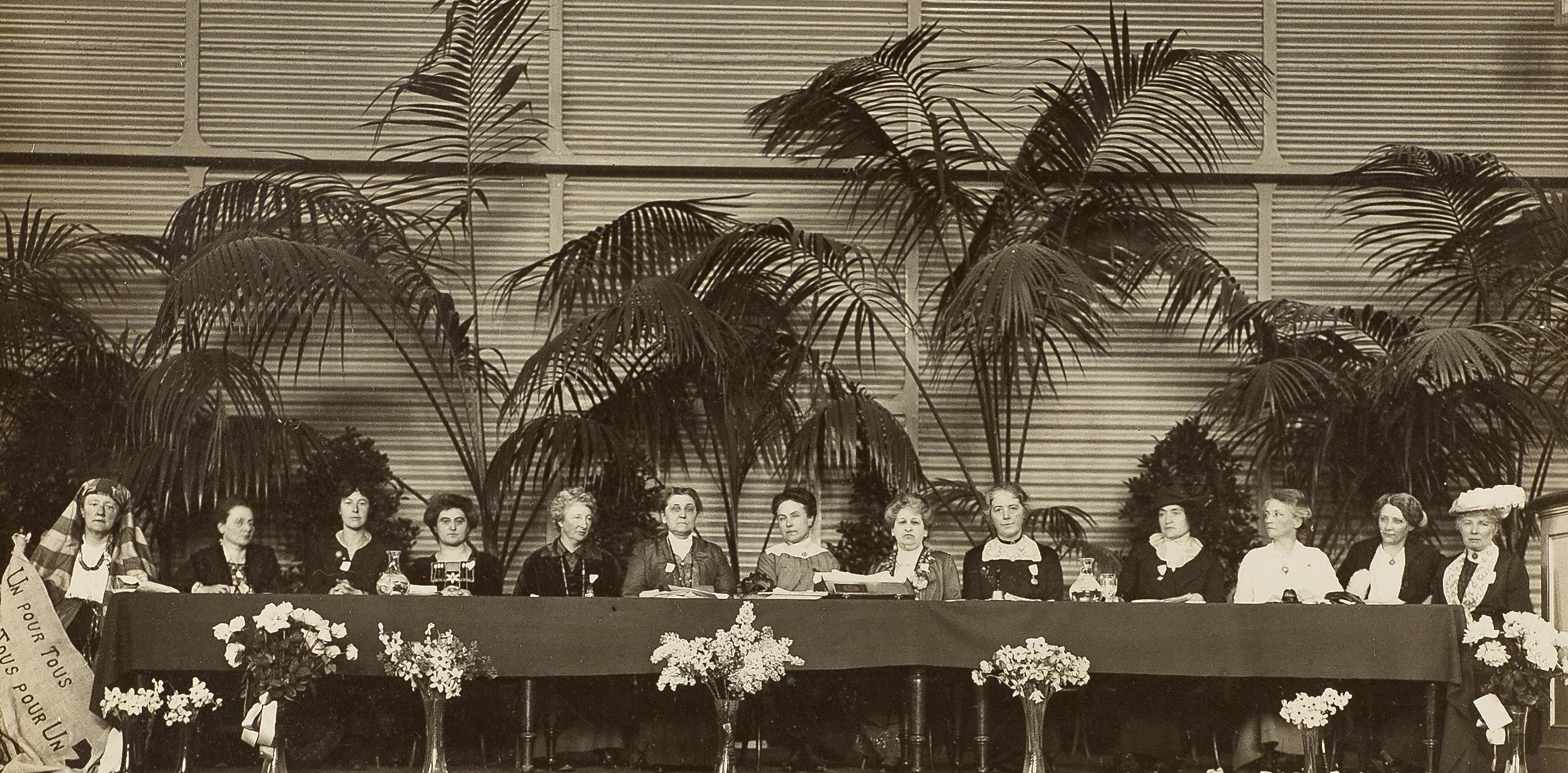
Congrés Internacional de Dones el 1915. D'esquerra a dreta: 1. Lucy Thoumaian - Armènia, 2. Leopoldine Kulka - Àustria, 3. Laura Hughes - Canadà, 4. Rosika Schwimmer - Hongria, 5. Anika Augspurg - Alemanya, 6. Jane Addams - EUA, 7. Eugenie Hamer, 8. Aletta Jacobs - Països Baixos, 9. Chrystal Macmillan - Regne Unit, 10. Rosa Genoni - Itàlia, 11. Anna Kleman - Suècia, 12. Thora Daugaard - Dinamarca, 13. Louise Keilhau - Noruega

Juntament amb moltes altres dones notables, incloses Jane Addams i Rosika Schwimmer, Rosa Genoni va assistir al Congrés Internacional de Dones, del 28 d'abril a l'1 de maig de 1915, a La Haia, Països Baixos. Ella va ser l'única delegada italiana al Congrés i va representar diverses organitzacions sufragistes i pacifistes italianes.
Rosa Genoni va ser vigilada per les forces de seguretat locals per les seves activitats pacifistes i la seva implicació en la campanya contra la guerra. Els documents del seu expedient indiquen que va ser identificada com a «subversiva», «socialista» i «anarquista». De vegades se li va negar un passaport per viatjar. Malgrat la vigilància a què va ser sotmesa i tot i que fou amenaçada durant els anys de la Gran Guerra i el feixisme, Genoni va continuar defensant la pau. Va atacar la posició dels futuristes a favor de la guerra i va escriure clarament sobre la seva posició en articles publicats en un diari socialista, L'Avanti.
El 1935, el règim feixista controlava la vida quotidiana italiana. En aquestes circumstàncies, Genoni havia abandonat el seu somni de construir una «moda italiana» i una societat més democràtica i igualitària que defensés els drets de les classes baixes.

## Antroposofia
Rosa Genoni era una antropòsofa interessada en els ensenyaments espirituals del filòsof austríac Rudolf Steiner. Va presentar el més petit dels seus germans, l'artista italià Ernesto Genoni, a les reunions de la Societat d'Antroposofia a Milà. Posteriorment, Ernesto emigraria a Austràlia, on va introduir els seus germans, agricultors a Austràlia Occidental, en l'antroposofia, va cofundar el primer grup d'Antroposofia i va establir la primera granja biodinàmica a Melbourne, Austràlia. Així doncs, indirectament, Rosa Genoni va tenir un paper fonamental en la difusió dels ensenyaments de Rudolf Steiner a Austràlia.

## Oblit i recuperació
Socialista, feminista i pacifista, el feixisme la va combatre, després la ignorà i fins i tot s'intentà oblidar, malgrat que va ser la pionera de la moda italiana.
Al primer trimestre de 2018 se celebrà a Milà, a l'Archivio di Stato, una exposició comissariada per Elisabetta Invernici per recuperar la figura d'aquesta important modista italiana.

## Obra escrita
- Al visitatore, fulletó per a l'Exposició Internacional de Milà. 1906
- Per una moda italiana. Modelli, saggi, schizzi di abbigliamento femminile, 1906-1909. Milà, 1910
- Storia del costume femminile, Roma 1918
- Storia della moda attraverso i secoli: Dalla preistoria ai tempi odierni,  I, Bèrgam 1925.[1]